# Andoque jezik
Andoque jezik (ISO 639-3: ano; andoke), jezik Andoke Indijanaca koji se govori u bazenu Amazone na području kolumbijskog departmana Amazonas.
Andoque je nesrodan ijednom jeziku na svijetu, pa se vodi kao izolirani jezik. Njime u suvremeno vrijeme govori 370 ljudi (2007. Pencue) od čega samo 50 monolingualnih; etnička populacija je bila 10 000, 1908.

## Glasovi
- 26: p tD k ? b dD tS dZ P h rD i i_ u "e "@ "o 3 a+ a_) i~ "e~ "@~ "o~ a+~ a_~[2]

## Vanjske poveznice
- Ethnologue (14th)
- Ethnologue (15th)